# 人民之声电台
人民之声电台（：／），自称是“朝鲜劳动者总同盟（조선로동자총동맹）“在平壤播音”，实际上是针对的广播。该电台主要使用平壤文化语播音，用短波广播。

## 概况
1986年6月25日开始广播，2009年5月18日开始延长夜间广播时间。2010年5月26日又增加了广播频率，以改善收听效果。
人民之声电台在每天韩国时间14:00开台，08:00收台，部分播出频率（3480kHz、4450kHz）与朝鲜中央广播电台使用的频率相同，每逢整点播出电台呼号（此前播放军乐，后于2019年改为朝鲜民族风格音乐），然后播放新闻。从网友上传的音频可以得知，该台播音员刻意模仿朝鲜播音员“慷慨激昂”的语气，使用朝鲜的“文化语”播音，甚至将朝鲜歌曲中歌颂朝鲜金氏政权的歌词替换为攻击朝鲜金氏政权的歌词（但随着南北关系缓和，现已改为播出韩国流行歌曲）。2020年随着2019冠狀病毒病韩国疫情持续蔓延，人民之声电台也开始播报了关于疫情的情报。
电台发射台位于韩国京畿道高阳市，发射功率50千瓦。不过，由于朝鲜经常对该电台进行干扰，因此在朝鲜及周边国家收听该电台是比较困难的，但是在傍晚至第二天凌晨的时候可以比较清晰地收听到广播内容，但仍然带有发射自朝鲜平安北道球场郡的干扰信号。而京畿道高阳市发射台周围的地波范围内，接收该电台的信号清晰，且同频的朝鲜干扰信号甚小或无干扰。
李在明政府上台后，出于缓和韩朝关系的考量，国家情报院控制的对北电台停止播出。

## 收听频率
| 韩国标准时（KST） | 频率                                  |
| 14:00-08:00       | 3480、3910、3930、4450、6520、6600kHz |

※韩国标准时＝UTC+9
- 频率自2018年至今。
- 其中4450kHz能听到两种来自朝鲜的干扰电波声（类似喷气式飞机的声音和鸣笛声）